# Akira Komata
Akira Komata (古俣聖, Komata Akira), né le 31 janvier 1998 à Niigata, est un escrimeur japonais pratiquant l'épée.

## Biographie
Aux Jeux olympiques de 2024 à Paris il remporte, avec l'équipe d’épée japonaise, la médaille d’argent.

## Palmarès
- Jeux olympiques
  -  Médaille d'argent par équipes lors des Jeux olympiques 2024 de Paris

- Championnats du monde d'escrime
  -  Médaille d'or par équipes aux championnats du monde 2025 à Tbilissi

- Championnats d'Asie d'escrime
  -  Médaille d'or par équipes aux championnats d'Asie d'escrime 2025 à Bali
  -  Médaille d'or par équipes aux championnats d'Asie 2023 à Wuxi
  -  Médaille d'argent aux championnats d'Asie 2022 à Séoul
  -  Médaille d'argent par équipes en 2024 à Koweït
  -  Médaille de bronze aux championnats d'Asie 2023 à Wuxi
  -  Médaille de bronze aux championnats d'Asie 2024 à Koweït
  -  Médaille de bronze par équipes en 2022 à Séoul

- Jeux asiatiques
  -  Médaille d'or par équipes aux Jeux asiatiques de 2022 à Hangzhou
  -  Médaille d'argent individuelle aux Jeux asiatiques de 2022 à Hangzhou